# Wildfire (Film)
Wildfire ist ein Filmdrama von Cathy Brady, das im September 2020 beim Toronto International Film Festival seine Premiere feierte. Der Kinostart in Irland erfolgte am 25. Juni 2021, im Vereinigten Königreich am 3. September 2021.

## Handlung
Nachdem Kelly ein Jahr lang verschwunden war, taucht sie plötzlich vor der Haustür ihrer Schwester Lauren in Nordirland auf. Diese „irischen Zwillinge“, die im Abstand von nicht einmal einem Jahr geboren wurden, verbindet trotz ihrer Unterschiede eine tiefe Bindung, auch wenn Lauren mit ihrem Eheleben und ihrem Fabrikjob neben der wilden Kelly fast unscheinbar erscheinen mag. Kellys Rückkehr führt dazu, dass Lauren sich zwischen dem Leben, das sie kennt, und ihrer Schwester entscheiden muss.

## Produktion
Cathy Brady gibt mit Wildfire nach mehreren Kurzfilmen und Folgen von Fernsehserien ihr Regiedebüt bei einem Spielfilm und schrieb auch das Drehbuch.

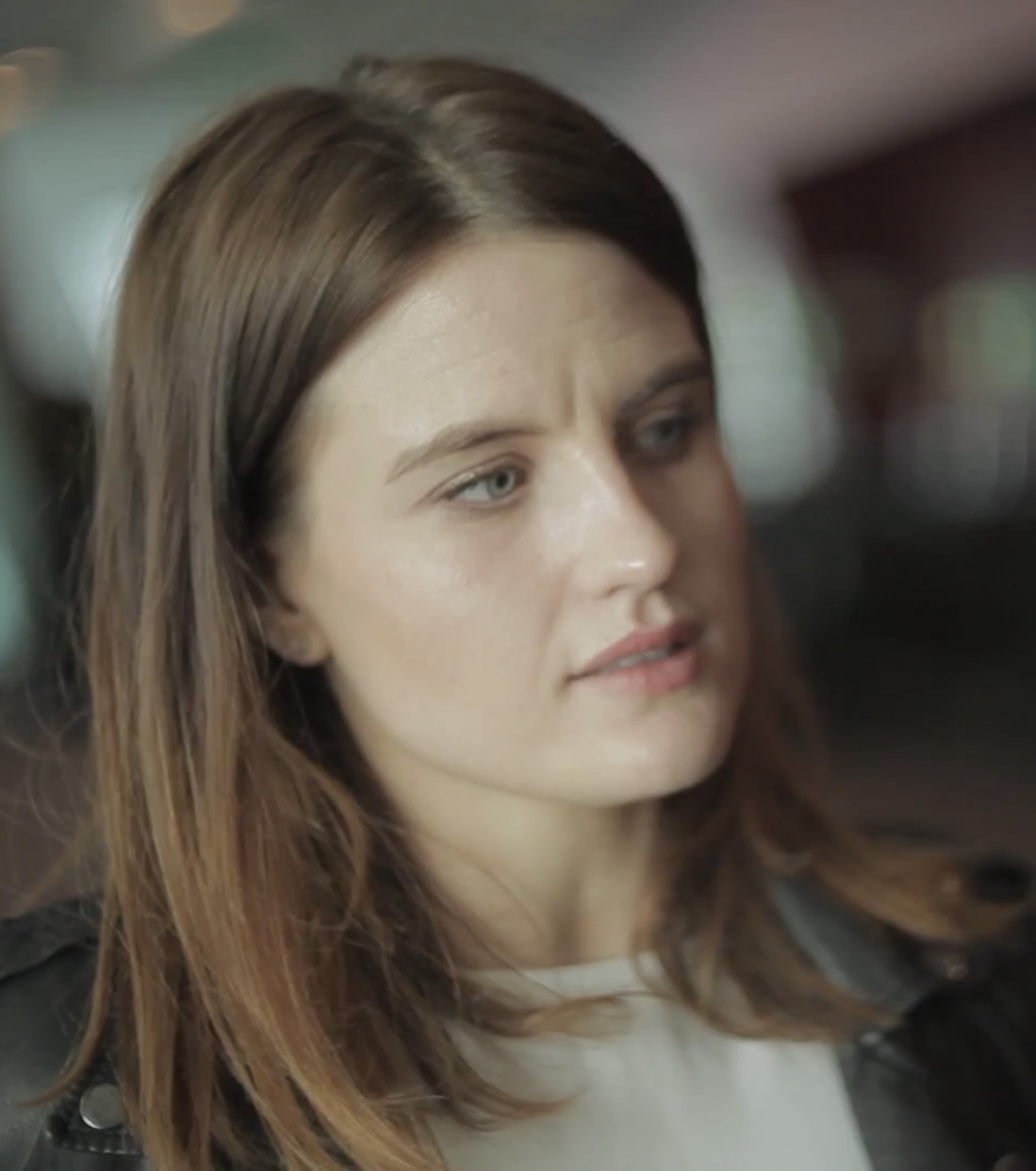
Die 2019 verstorbene Schauspielerin Nika McGuigan spielt Kelly

Die im Juli 2019 verstorbene Schauspielerin Nika McGuigan ist in der Rolle von Kelly zu sehen. Nora-Jane Noone spielt ihre Schwester Lauren, Martin McCann deren Ehemann Sean.
Die Dreharbeiten fanden ab Herbst 2018 in Belfast, Newry, Narrow Water, Dundalk und Dublin statt. Als Kamerafrau fungierte die Französin Crystel Fournier, die zuvor mit Emmanuelle Bercot und Delphine Gleize, aber auch mit Céline Sciamma für deren komplette Trilogie über heranwachsende Frauen zusammenarbeitete.
Die Filmmusik komponierten Gareth Averill und Matthew James Kelly.
Eine erste Vorstellung des Films erfolgte am 16. September 2020 beim Toronto International Film Festival. Im Oktober 2020 wurde er beim London Film Festival gezeigt. Anfang November 2020 wurde er beim Europäischen Filmfestival in Sevilla vorgestellt, Ende November 2020 beim Torino Film Festival. Der Kinostart in Irland erfolgte am 25. Juni 2021, im Vereinigten Königreich am 3. September 2021. Im Oktober 2021 wird er beim San Diego International Film Festival gezeigt. Anfang November 2021 wird Wildfire beim Braunschweig International Film Festival vorgestellt.

## Rezeption

### Kritiken
Der Film konnte bislang 95 Prozent aller Kritiker bei Rotten Tomatoes überzeugen.

### Auszeichnungen
Braunschweig International Film Festival 2021
- Nominierung für den Frauenfilmpreis „Die TILDA“
- Nominierung für den Publikumspreis[17][18]

British Independent Film Awards 2021
- Nominierung für das Beste Regiedebüt (Cathy Brady)
- Auszeichnung für das Beste Drehbuchdebüt (Cathy Brady)[19]

Cleveland International Film Festival 2021
- Nominierung im International Narrative Competition[20]

Irish Film and Television Academy Awards 2021
- Auszeichnung für die Beste Regie (Cathy Brady)
- Auszeichnung als Beste Hauptdarstellerin (Nika McGuigan)[21]

London Film Festival 2020
- Auszeichnung mit dem Schaffhausen Filmmaker Bursary Award[22]

Torino Film Festival 2020
- Nominierung im Hauptwettbewerb[23]